# Municipio de Gatesville
El municipio de Gatesville (en inglés: Gatesville Township) es un municipio ubicado en el  condado de Gates en el estado estadounidense de Carolina del Norte. En el año 2000 tenía una población de 1.765 habitantes.

## Geografía
El municipio de Gatesville se encuentra ubicado en las coordenada 36°24′43.4″N 76°45′21.95″O / 36.412056, -76.7560972.